# کلینت رابینسون
کلینت رابینسون (انگلیسی: Clint Robinson؛ زادهٔ ۲۷ ژوئیهٔ ۱۹۷۲) قایقران کانو اهل استرالیا بود.